# Lucy Desmond
Lucy Elizabeth Desmond (17. april 1899 i London – august 1992) var en britisk sportsudøver som deltog under de olympiske lege 1928 i Amsterdam. Hun repræsenterede klubben N. P. I. London.
Cross vandt en bronzemedalje i gymnastik under OL 1928 i Amsterdam. Hun var med på det britiske hold som kom på en tredjeplads i holdkonkurrencen i multikamp for damer efter Nederlandene og Italien. Det var første gang at gymnastik for damer stod på det olympiske program. Der var 12 deltagere på hvert hold. Disciplinen blev afholdt den 8. og 9. august 1928.